# Наречений напрокат (фільм, 2009)
«Нарече́ний напрока́т» (узб. Ichkuyov) — узбецький художній фільм 2009 року в жанрах кінокомедія і мелодрама. Режисер — Бахром Якубов.
Етимологія назви «ichkuyov» (вимовляється «ічкюев»): ich — внутрішність; kuyov — зять, наречений. Зять, який проживає з дружиною в будинку її батьків (по рос. приймак).

## Сюжет
Через зухвалого й неприступного характеру своєї дочки Гюзаль, Анвар-ака ніяк не може підібрати їй відповідного жениха. І тут йому випадково попадається Ельєр — не менш зухвалий і сміливий хлопець у якого з'явилися фінансові проблеми і він не може заплатити за своє навчання в університеті . Анвар-ака домовляється з Ельєр, щоб той зіграв роль майбутнього нареченого і пожив деякий час в його будинку, додатково виконуючи деяку роботу прислуги, з метою вплинути і змінити поганий характер Гюзаль. Анвар-ака готовий заплатити за таку послугу вартість річного навчання Ельєра за однієї умови, що він не буде по-справжньому «задивлятися» на Гюзаль.
За весь час проживання Ельєра в чужому домі, Гюльза підлаштовує йому всякі капості і після чергової її витівки, коли Ельєра вдарило струмом під час ремонтування електричної розетки, він раптом розуміє, що закохався в неї. Гюзаль теж починає хвилювати почуття небайдужості до Ельєр.

Почуття прокидаються несподівано — як удар струмом.

Врешті-решт, батько Гюзаль проганяє Ельєра з дому через підозри, що у його доньки почався роман з ним. Під час цієї сцени Гюзаль дізнається про угоду, що це була лише гра в нареченого. Гюзаль і Ельєр просять вибачення один у одного. Мета досягнута — Гюзаль стала вже не такою бездушною і цинічною особою, якою була раніше.

## Творці
Виконавиця пісні до фільму: Зіеда — «Negadir».

### У ролях
- Адіз Раджабов — Ельєр (роль нареченого)
- Діана Ягофарова — Гюзаль (норовлива дівчина)
- Мурад Раджабов — Анвар-ака (тато Гюзаль)
- Рано Ярашева — Саодат-опа (мама Гюзаль)
- Тохір Саїдов — Батько Ельєра
- Зухра Ашурова — Мама Ельєра
- Ріхсітілла Абдуллаєв — Ровшан (жених для Гюзаль)
- Ділмурад ламбарен — Маруф (однокурсник Ельєра)
- Убайдулла Омон — Шохрух-ака (тато Ровшана)

## Національні особливості
У фільмі показана традиційна узбецька ліжко, розташована прямо на підлозі, на якій спали батьки Ельєра.

## Цікаві факти
Батьківський дім Ельєра знаходиться в місті Тойтепа — звідти ж родом і режисер цього фільму Бахром Якубов .
У сценах цього фільму зустрічаються показ деяких товарних знаків — так званий продакт-плейсмент.

### Збіги з фільмом«Суперневістка»
Творці: режисер, продюсер (Наргиза Салом), кінокомпанія, автори сценарію, оператор, композитор, художник-постановник, директор фільму. Також збігаються жанри.
Актори: Діана Ягофарова і Адіз Раджабов також відіграли головну роль закоханої пари (на іл.), А Мурад Раджабов виконує роль свекра головної героїні.

#### Протилежні збіги
- «Сцени з обливанням один одного водою з відра»
- Якщо у фільмі «Суперневістка» Діана Ягофарова проживала в будинку Адіза Раджабова, то у фільмі «Наречений напрокат» навпаки — Адіз жив в будинку Діани.